# Marco Pisetta
Marco Pisetta (Gardolo, 20 maggio 1945 – Bruxelles, 10 aprile 1990) è stato un brigatista e collaboratore di giustizia italiano, aderente della prima ora delle Brigate Rosse. Arrestato accettò di collaborare con la giustizia italiana ed ebbe una pena ridotta secondo le leggi vigenti.

## Biografia
Marco Pisetta era un elettrotecnico e guida alpina, attivo nei movimenti di sinistra. Nel 1968 conobbe a Trento Renato Curcio. Nel 1969 partecipò ad attentati contro la sede dell'INPS e l'11 aprile 1969 contro il palazzo della Regione di Trento. Dopo un periodo di latitanza, nel quale fu aiutato a nascondersi a Milano, nel 1970 si costituì e fu condannato a tre anni, scontando però solo una parte della pena. Nel 1972 si trasferì proprio a Milano dove entrò a far parte delle Brigate Rosse.

### L'arresto
Il 2 maggio 1972 la polizia individuò a Milano due covi delle BR, uno in via Delfico 20, in cui fu trovato il passaporto originale di Giangiacomo Feltrinelli, e l'altro in via Boiardo 33. In quest'ultimo, affittato dal capo storico Giorgio Semeria, arrestarono Marco Pisetta e trovarono materiale che portò a molti altri arresti. Pisetta si trovava nel covo perché stava attrezzando una «prigione del popolo» dove doveva essere tenuto prigioniero Massimo De Carolis in procinto di essere rapito dalle BR.
In seguito al ritrovamento del covo le BR scelsero la via della clandestinità totale. Pisetta invece scelse di nuovo la via della latitanza. Rimesso in libertà dopo quattro giorni fuggì in Austria, ma prima scrisse un memoriale di 22 pagine in cui descrisse per filo e per segno tutto ciò che sapeva sulle Brigate Rosse. Dalla latitanza scrisse il famoso «memoriale Pisetta», 93 pagine in cui tracciò
una sorta di mappa trasversale del partito armato che comprendeva i Gruppi d'azione partigiana di Feltrinelli, le Brigate Rosse, Potere operaio, il braccio occulto di Lotta continua fino a lambire alcune frange della sinistra tradizionale. 

### Collaboratore di giustizia
Il secondo memoriale fu consegnato il 29 settembre 1972. Entrambi i manoscritti furono pubblicati a puntate dal settimanale «Il Borghese» a partire dal gennaio 1973. Marco Pisetta fu il primo collaboratore di giustizia nella storia del terrorismo italiano.
Successivamente, per sfuggire alle vendette dei suoi ex compagni, si trasferì a Friburgo in Germania. Le BR cercarono di rintracciarlo per ucciderlo in due occasioni, ma senza riuscirci. Pisetta si costituì al confine tra Piemonte e Svizzera il 28 settembre 1982, ultimo giorno utile per i terroristi in libertà che si fossero costituiti di beneficiare della legge sui pentiti allora in vigore.
Il 18 aprile 1983 rese una deposizione alla Commissione Moro.
Usufruì della legislazione sui pentiti e la sua pena fu ridotta a 5 anni e 7 mesi. Ottenne nel 1986 la grazia dal Presidente Francesco Cossiga.
Andò a vivere a Bruxelles (Belgio), dove prestò servizio in un centro di accoglienza per gli immigrati del Terzo mondo. Morì d'infarto a quarantaquattro anni.